# 1971 en santé et médecine
| Années de la santé et de la médecine : 1968 - 1969 - 1970 - 1971 - 1972 - 1973 - 1974    |
| Décennies de la santé et de la médecine : 1940 - 1950 - 1960 - 1970 - 1980 - 1990 - 2000 |

Cet article présente les faits marquants de l'année 1971 en santé et médecine.

## Événements
- 21 décembre : fondation de l’organisation humanitaire Médecins sans frontières[1].
- En France : mise en place du Numerus clausus pour l'admission aux études médicales.

## Naissances
- mai : Judith Didi-Kouko Coulibaly, oncologue ivoirienne.

## Décès
- 16 janvier : Albert Dion (né en 1900), chirurgien québécois[2].
- 28 juin : Wilfrid Clark (né en 1895), anatomiste et chirurgien britannique.